# Forum des Halles
Il Forum des Halles (ribattezzato Westfield Forum des Halles nel 2019) è un centro commerciale francese situato sul sito delle ex Les Halles di Parigi. Accoglie 150 000 visitatori ogni giorno.
Nel 2017, il Forum des Halles è stato il terzo centro commerciale più visitato in Francia, con 33,9 milioni di visitatori. Nel 2019, il Forum des Halles è stato il centro commerciale più visitato di Francia, con 50 milioni di visitatori.

## Storia
A metà del XIX secolo Victor Baltard fece costruire 12 padiglioni sul sito delle Halles de Paris. Il mercato all'ingrosso centrale venne spostato a Rungis alla fine degli anni '60 e i padiglioni Baltard vennero demoliti, lasciando un "buco" nel centro di Parigi per alcuni anni. Il Forum venne poi costruito e inaugurato nel 1979, sopra la principale stazione della RER e della metropolitana di Parigi. Negli anni 2010, il sito venne completamente ridisegnato e rinnovato, con la principale innovazione architettonica del tetto, La Canopée, in vetro e metallo.

### Un progetto urbano
Lo spostamento del mercato all'ingrosso da Les Halles a Rungis e La Villette venne decisa il 14 marzo 1960 dal primo ministro Michel Debré. Questa mossa permise di prevedere una vasta operazione urbanistica nel cuore della capitale per rivitalizzare il centro della sponda destra della Senna.
Venne presa una decisione importante: la creazione di una vera e propria città sotterranea collegata al trasporto pubblico e comprendente strutture commerciali, culturali, sportive e ricreative. Questo orientamento venne confermato dalla decisione del governo di costruire il punto centrale di interconnessione della Rete Espressa Regionale - RER, situato a più di 20 metri sotto terra.

### Il buco delle Halles
Nell'estate del 1971 si rese necessaria la demolizione delle Halles Baltard per realizzare a cielo aperto la stazione sotterranea della RER. Allo spazio vuoto lasciato nella parte occidentale del sito venne subito affibbiato il soprannome di "Trou des Halles".

### Il forum degli affari e del tempo libero
Nel 1972, sotto la direzione tecnica di Bernard Pilon, venne creata la Société d'Économie Mixte d'Aménagement des Halles (SEMAH) con l'obiettivo di eseguire i lavori di ristrutturazione. Associata a Serete-Aménagement (ora Espace Expansion), SEMAH definì i contorni del Forum con l'aiuto degli architetti Claude Vasconi e Georges Pencreac'h. L'architettura del Forum Centrale era vincolata dallo spazio disponibile tra la stazione RER e la superficie.
L'inaugurazione avvenne il 4 settembre 1979, alla presenza di Jacques Chirac, sindaco di Parigi. Vi furono installati 190 negozi su 43 000 m2 distribuiti su 4 livelli. Tutta questa prima fase interessò un'area di 70 000 m2, a cui ne vanno aggiunti 50 000 di parcheggi.

### Riabilitazione del Forum
A trent'anni dalla sua inaugurazione, l'immagine del Forum des Halles era tutt'altro che positiva (traffico di droga, insicurezza, difetti di costruzione, ecc.). Nel 2002, la città di Parigi decise di intraprendere la ristrutturazione del quartiere di Les Halles e avviò una consultazione pubblica. L'accento venne posto sulla sicurezza, la luminosità e il comfort per i visitatori.

#### Il concorso del 2004
Vennero scelti quattro gruppi per presentare le soluzioni:
- Il progetto di Rem Koolhaas, mirava a rendere le Halles "un posto spettacolare": un campo con grandi torri, in vetro colorato, "come bottiglie di profumo" che avrebbero potuto "rievocare l'antico mercato alimentare". Alcune di queste torri, che dovevano ospitare uffici o istituzioni, avrebbero avuto le loro fondazioni ai livelli inferiori del forum.
- Il progetto di David Mangin, poi selezionato al termine del concorso, prevedeva la realizzazione di un quadrato alto 9 metri e di 145 metri di lato, sormontato da un tetto a cassettoni rivestito di rame patinato, smaltato o traforato.
- L'obiettivo del progetto Winy Maas era "far entrare la luce" negli spazi sotterranei ristrutturati grazie ad un "vetro colorato". Gli spazi sarebbero stati quindi adibiti "ad aprire il più possibile sostituendo il pavimento con lastre trasparenti o traslucide dalle quali si poteva guardare il mondo sottostante". Le lastre, che dovevano occupare il 40% della superficie, si sarebbero dovute alternare a giardini. Si sarebbe trattato di creare una vasta vetrata sulla superficie del Forum e del giardino attuale. Con questo pavimento traslucido, l'architetto voleva portare la luce nel seminterrato, uno spazio dedicato ai negozi e ai trasporti. Di notte doveva essere il contrario: fasci di luce colorati avrebbero dovuto uscire da terra in modo che il cuore di Parigi fosse evidenziato e visto da lontano. La gigantesca vetrata doveva essere punteggiata di passaggi pedonali, alberi, giardini e prati. Secondo questo progetto, le piattaforme RER dovevano essere illuminate da un vetro "Cattedrale" forato sulla superficie, che avrebbe offerto anche una grande leggibilità.
- Il progetto di Jean Nouvel prevedeva giardini a tutti i livelli, per un totale di 7 ettari, in particolare sul tetto di una sala principale realizzata al posto delle strutture a ombrello dell'attuale Forum. "Un giardino da sogno, sopra i tetti parigini", secondo l'architetto, da dove "poter dialogare" con gli altri monumenti di Parigi. Altre sale avrebbero dovute essere costruite intorno: mercato coperto, zona per bambini, arte...

#### Lavori di ristrutturazione

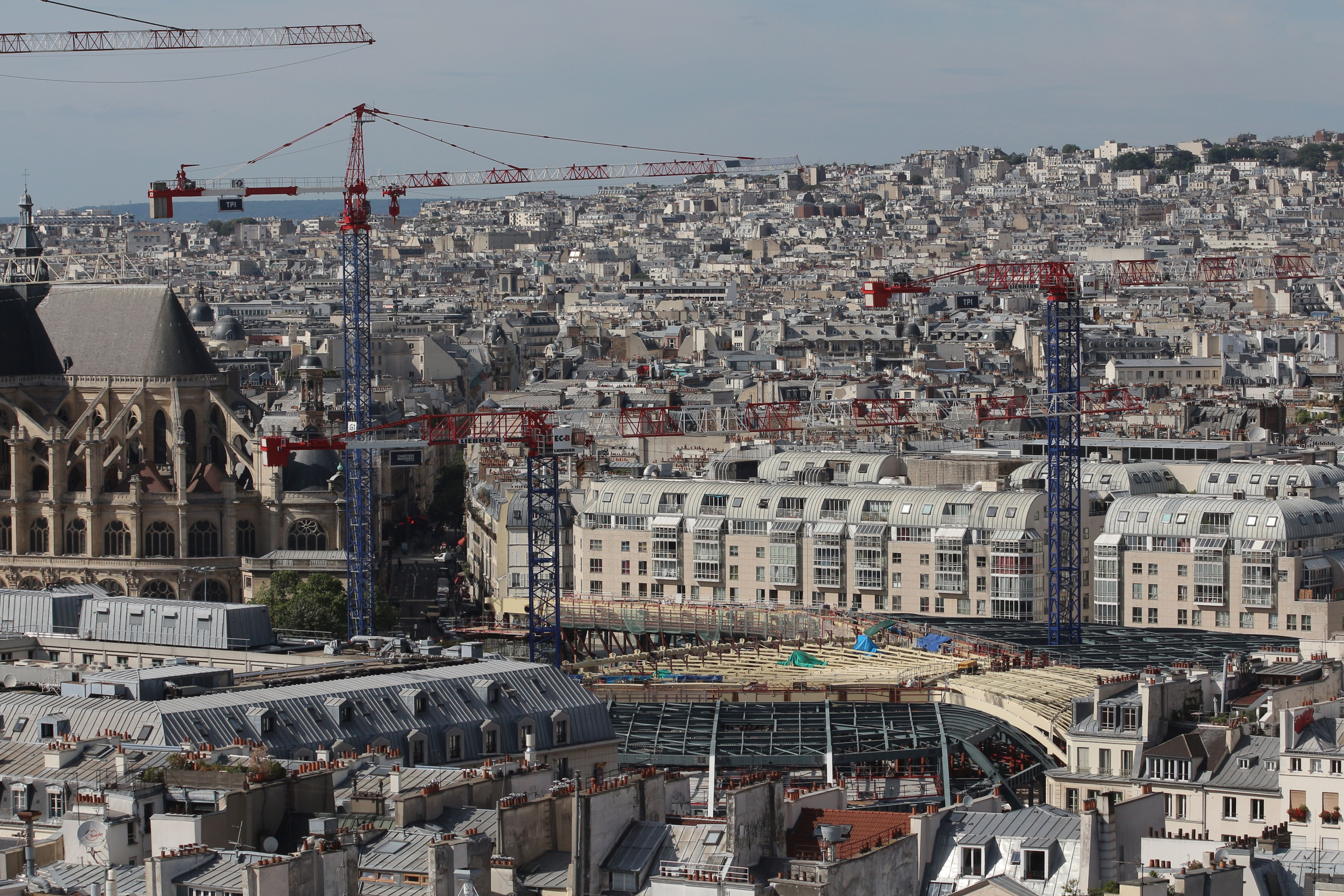
Il sito di Canopée visto dalla torre Saint-Jacques

Il progetto di David Mangin venne scelto ma con diverse modifiche. Pertanto, nel progetto del 2004, si prevedeva di rendere visibili le rotaie sotto la sala di scambio tra RER e metropolitana. David Mangin propose un grande lucernario scavato in superficie, servito da scale e terminante al livello -3 sopra la sala di scambio RER, che doveva essere illuminata da una piazza vetrata. Il pavimento della stessa sala di scambio doveva essere perforato al centro, con le piattaforme visibili da un balcone e un passaggio centrale che si affacciava su di esse. Questo lucernario venne poi abbandonato, provocando l'insoddisfazione dei rappresentanti delle associazioni dei residenti locali. Inoltre, la parte emersa delle Halles (padiglioni Willerval) venne sostituita da un edificio dalle forme curve ispirate alle piante, "La Canopée", termine usato solitamente per designare la parte superiore delle foreste, a diretto contatto con l'atmosfera libera e i raggi del sole. Questa tettoia era diversa dall'edificio previsto dal concorso 2004 per il "carreau des Halles" e fu oggetto di un concorso internazionale nel 2007, vinto all'unanimità dagli architetti Patrick Berger e Jacques Anziutti.
Il municipio parigino, sotto la direzione di Bertrand Delanoë, decise di realizzare una vasta ristrutturazione del quartiere: i lavori durarono sei anni e costarono 760 milioni di euro.
Alla fine del 2010, il costo della ristrutturazione aumentò a 802 milioni di euro. Il progetto suscitò diverse critiche, le associazioni denunciarono le condizioni di concessione al gestore privato. Per quanto riguardava l'investimento, un terzo fu finanziato dal gestore privato, che contribuì con 238 milioni di euro. L'accordo prevedeva il pagamento, da parte del gestore privato, di un importo aggiuntivo, stimato tra i 30 e i 50 milioni di euro, in caso di condizioni economiche favorevoli, consentendo al Comune di condividere gli utili del centro commerciale una volta completata l'opera.
La parte "La Canopée" del nuovo Forum, una struttura in acciaio e vetro realizzata sotto la guida di Vinci dalle società Castel e Fromaget, Viry, Barbot e ACML (società del gruppo Fayat), raggiunse i 14 metri di altezza, coprendo un patio centrale e ospitando nelle sue ali un giardino d'inverno comunale, un centro culturale hip-hop, una biblioteca multimediale e una struttura per pratiche artistiche amatoriali. Venne inaugurato il 5 aprile 2016. Per fare ciò, i padiglioni Willerval risalenti agli anni '80 furono demoliti e diverse installazioni spostate (come la scultura in marmo Pyegemalion, opera dell'argentino Julio Silva). Anche la piscina Suzanne-Berlioux venne chiusa nel settembre 2012. Il costo del "La Canopée" è stato stimato in 216 milioni di euro, ovvero il 27% dell'importo della ristrutturazione. Il nuovo Forum e "La Canopée" si aprono a ovest sul Nelson-Mandela Garden, che, una volta completato, dispone di diverse aree giochi per bambini.
Il 13 settembre 2019, il Forum des Halles prende il nome di Westfield Forum des Halles, secondo i desideri del suo proprietario, il gruppo Unibail-Rodamco-Westfield.

## Galleria d'immagini

### Il vecchio forum

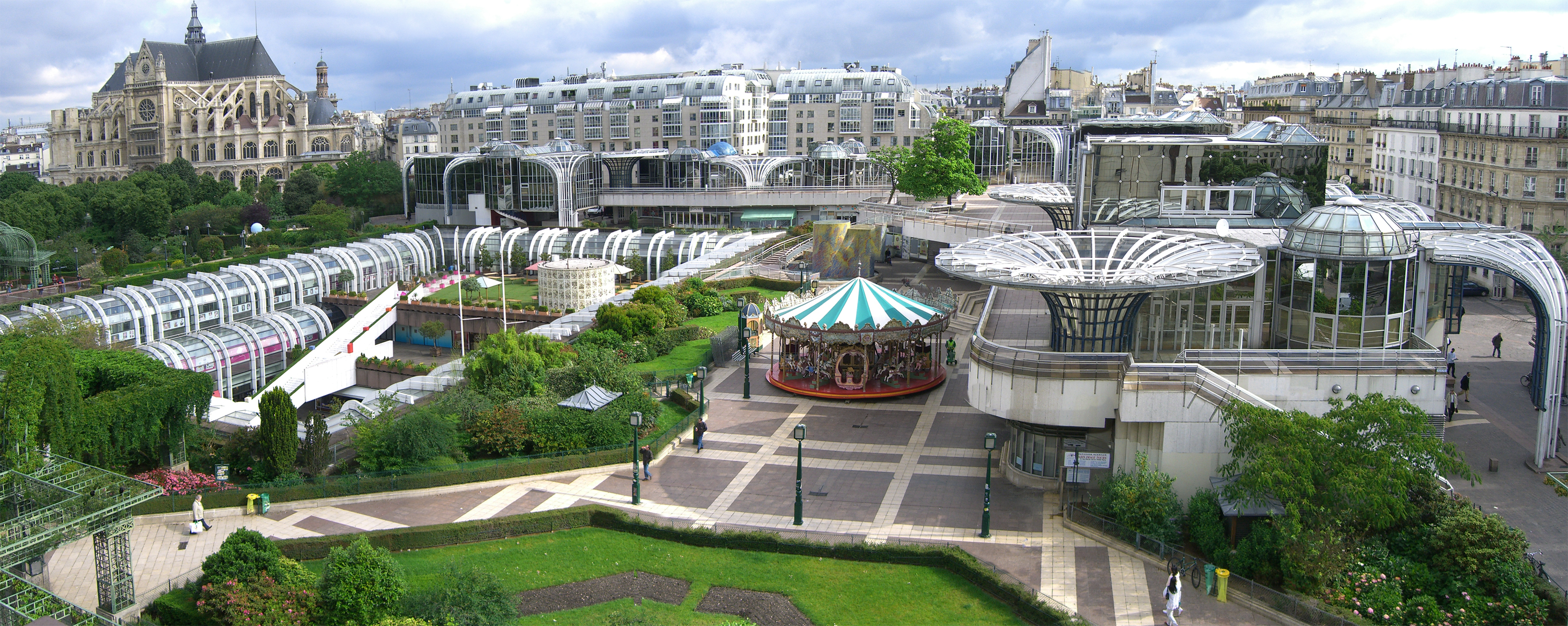
Il Forum des Halles, 2007
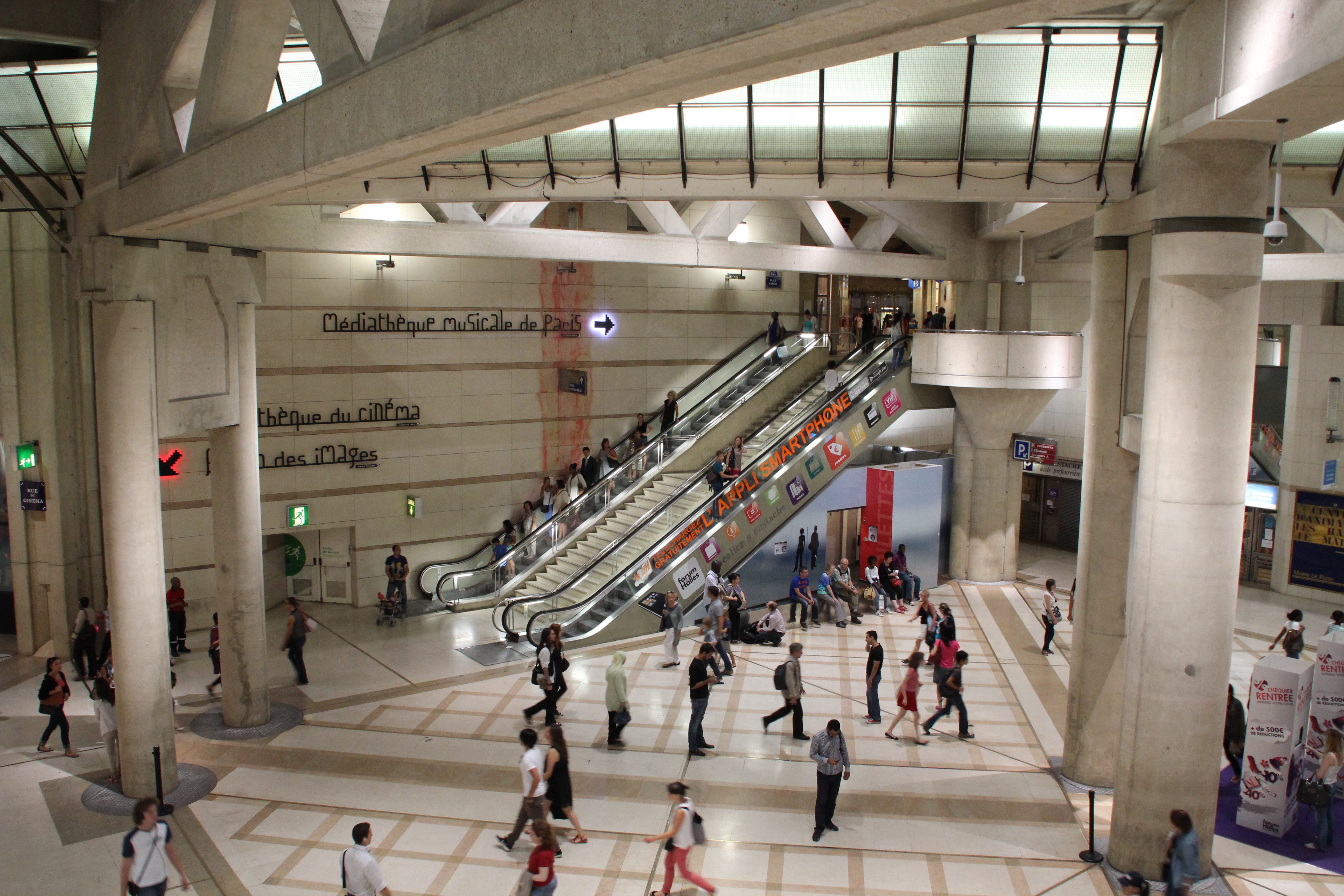
Place Carrée, 2012.
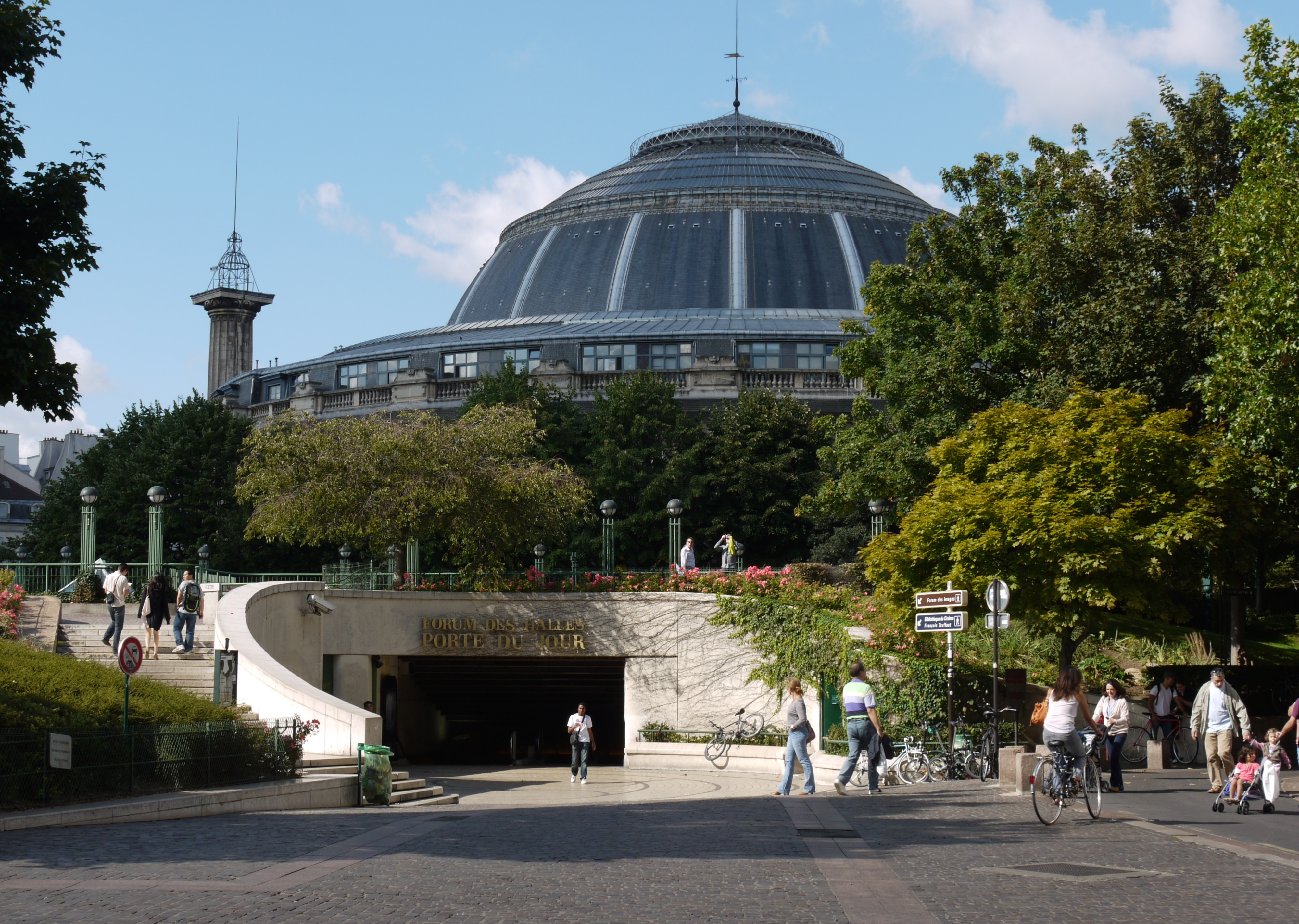
L'ingresso della Porte du Jour al Forum des Halles con, sullo sfondo, la Borsa di Commercio e la Colonna Medici.

### Lavori di ristrutturazione nel 2011-2016

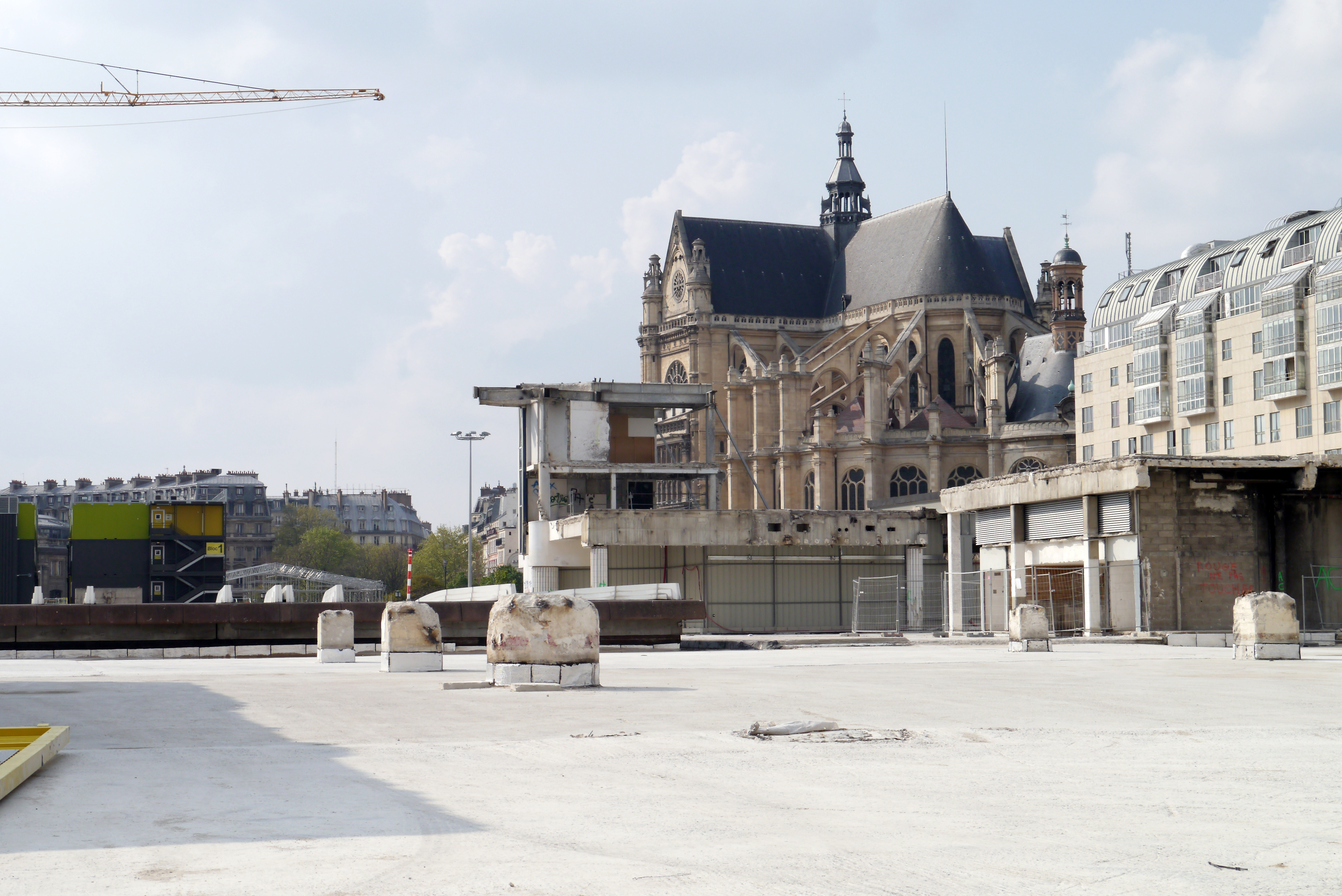
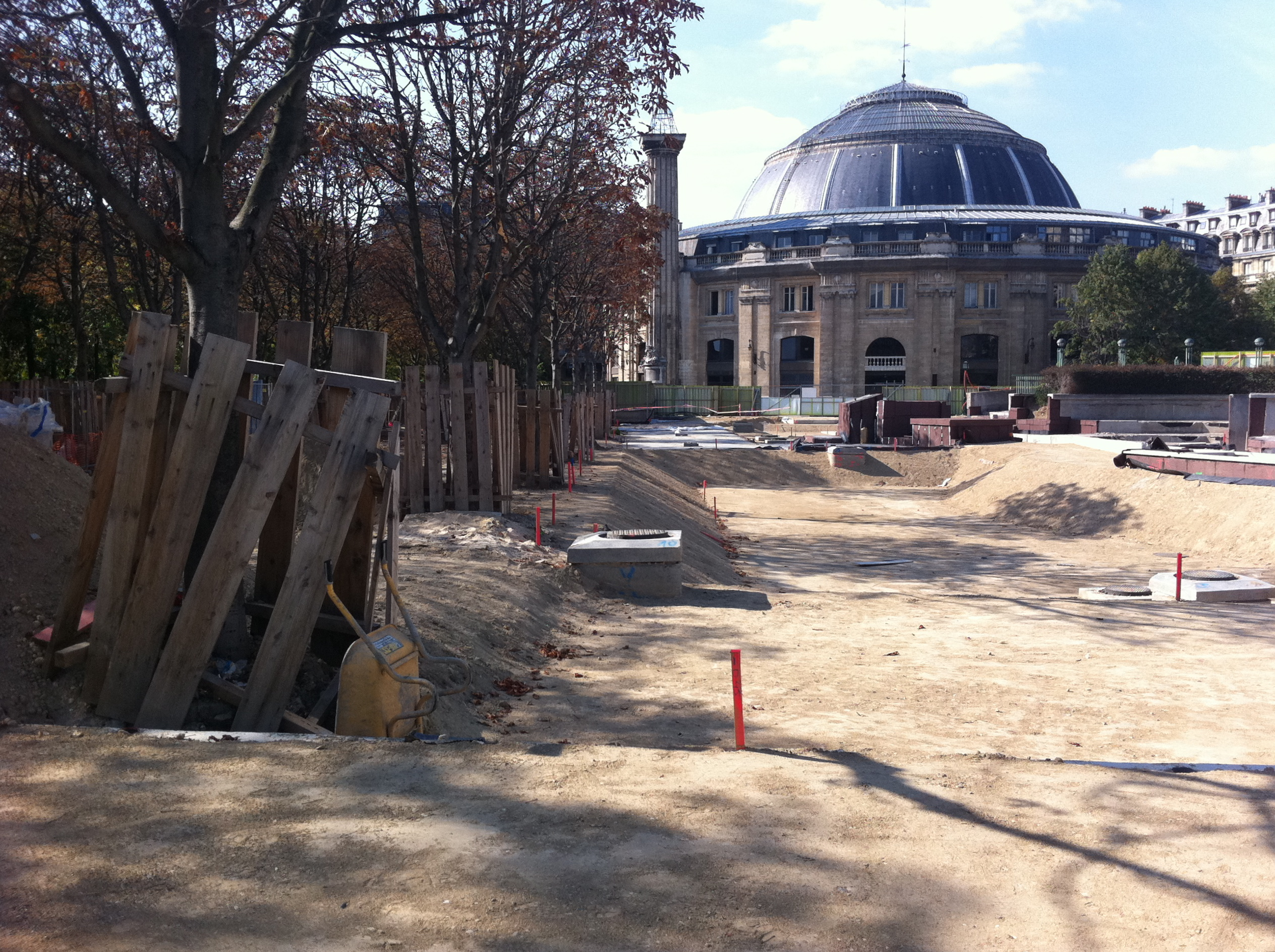
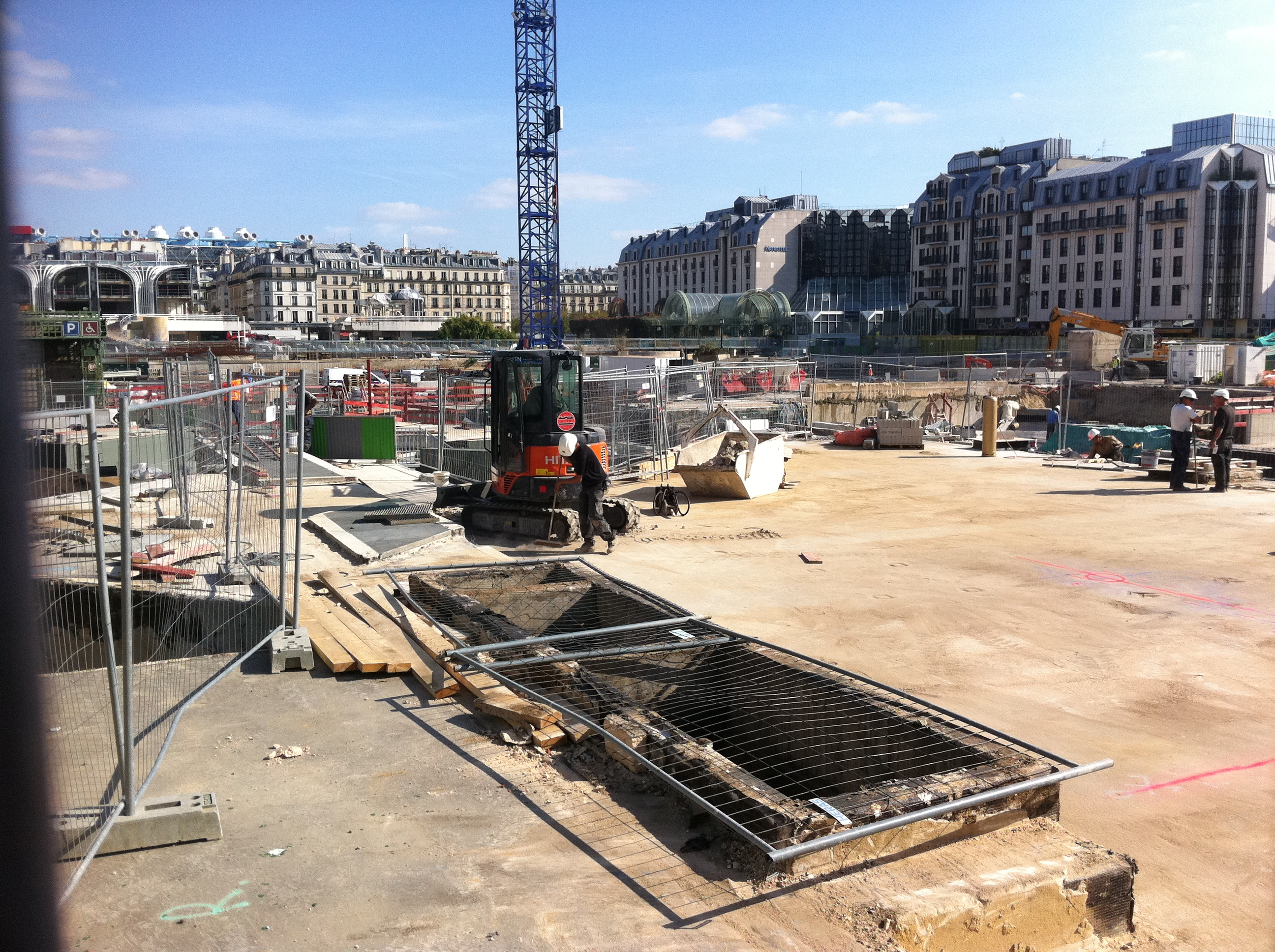
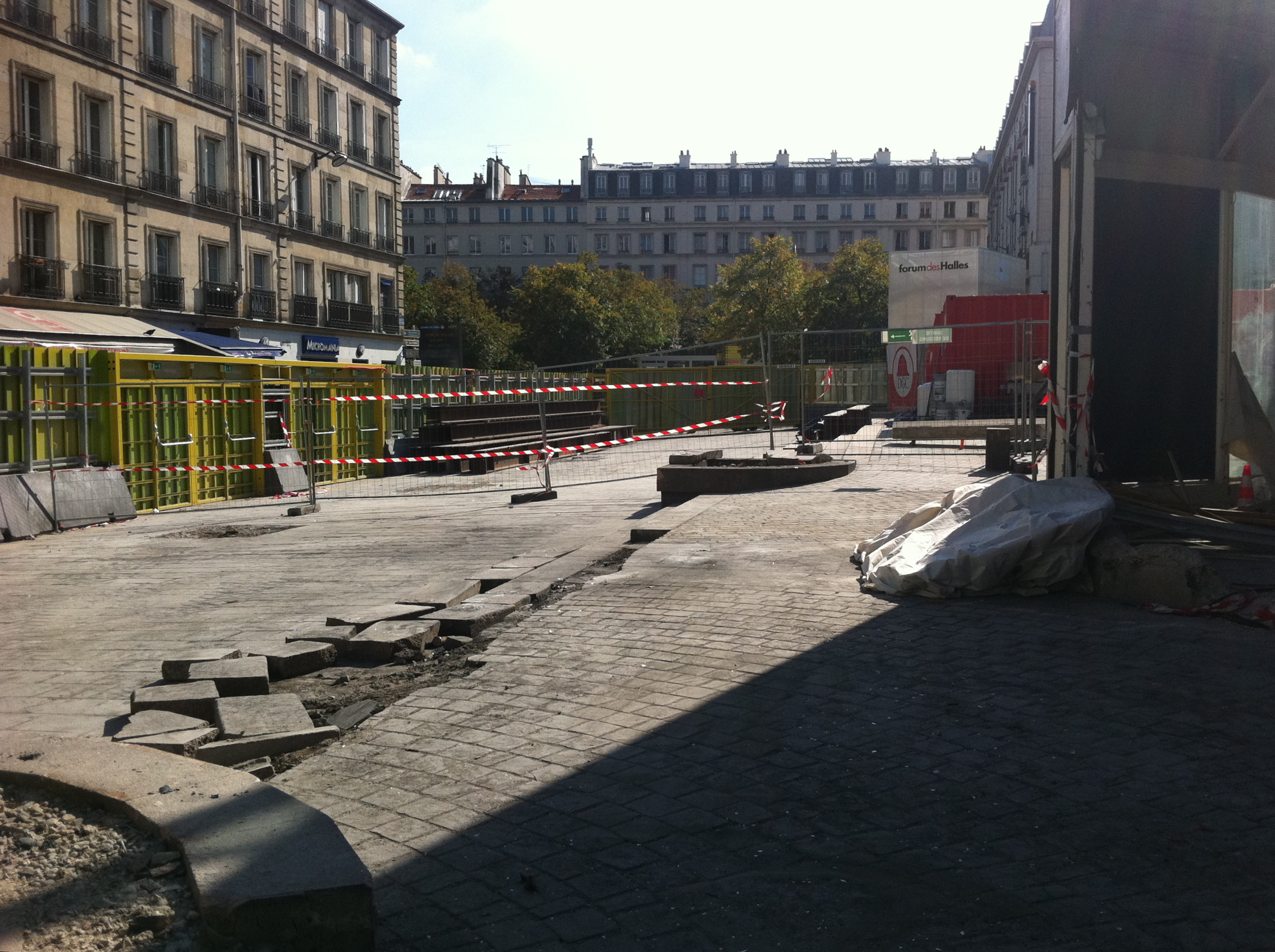
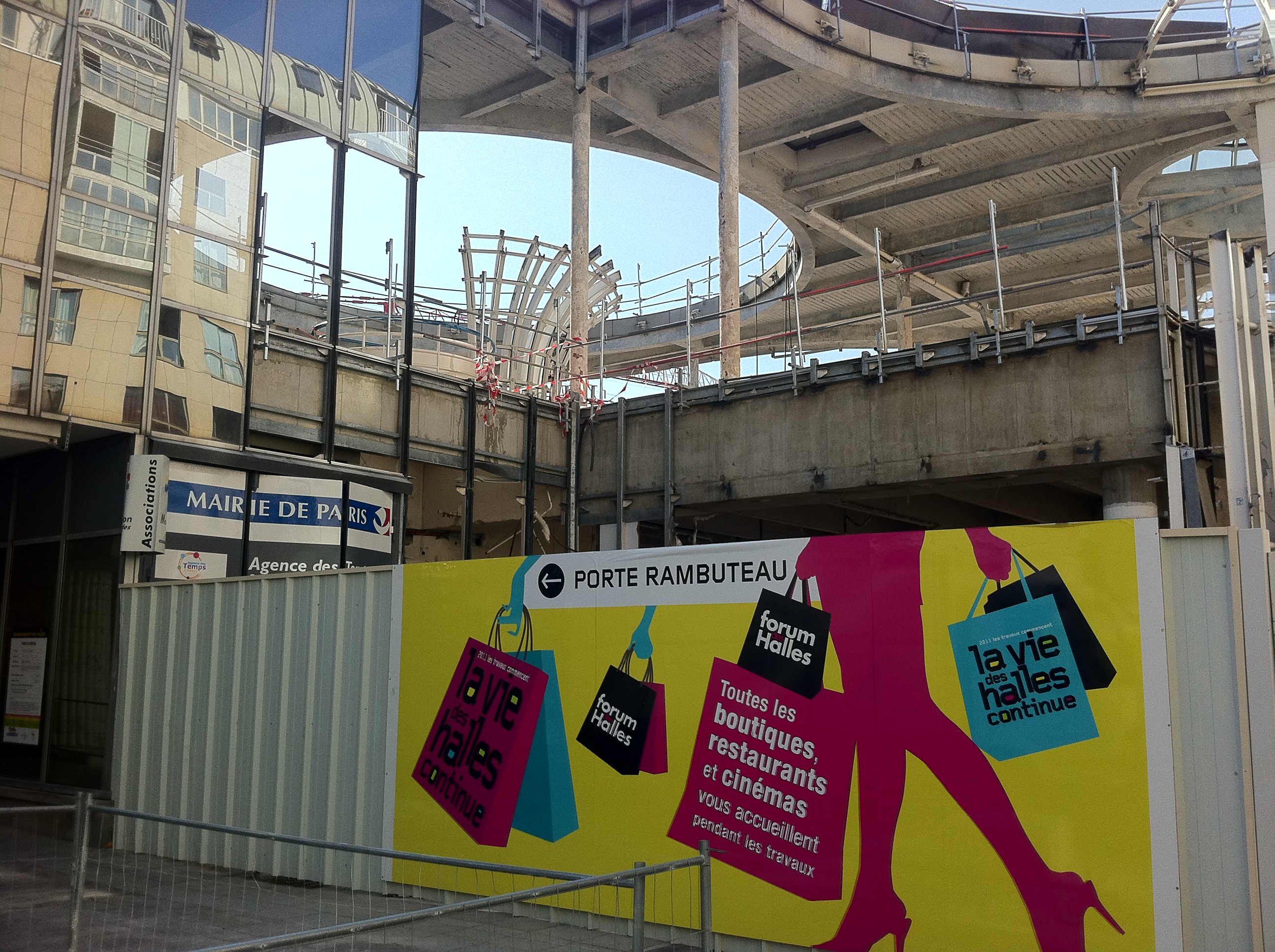
Porte Rambuteau
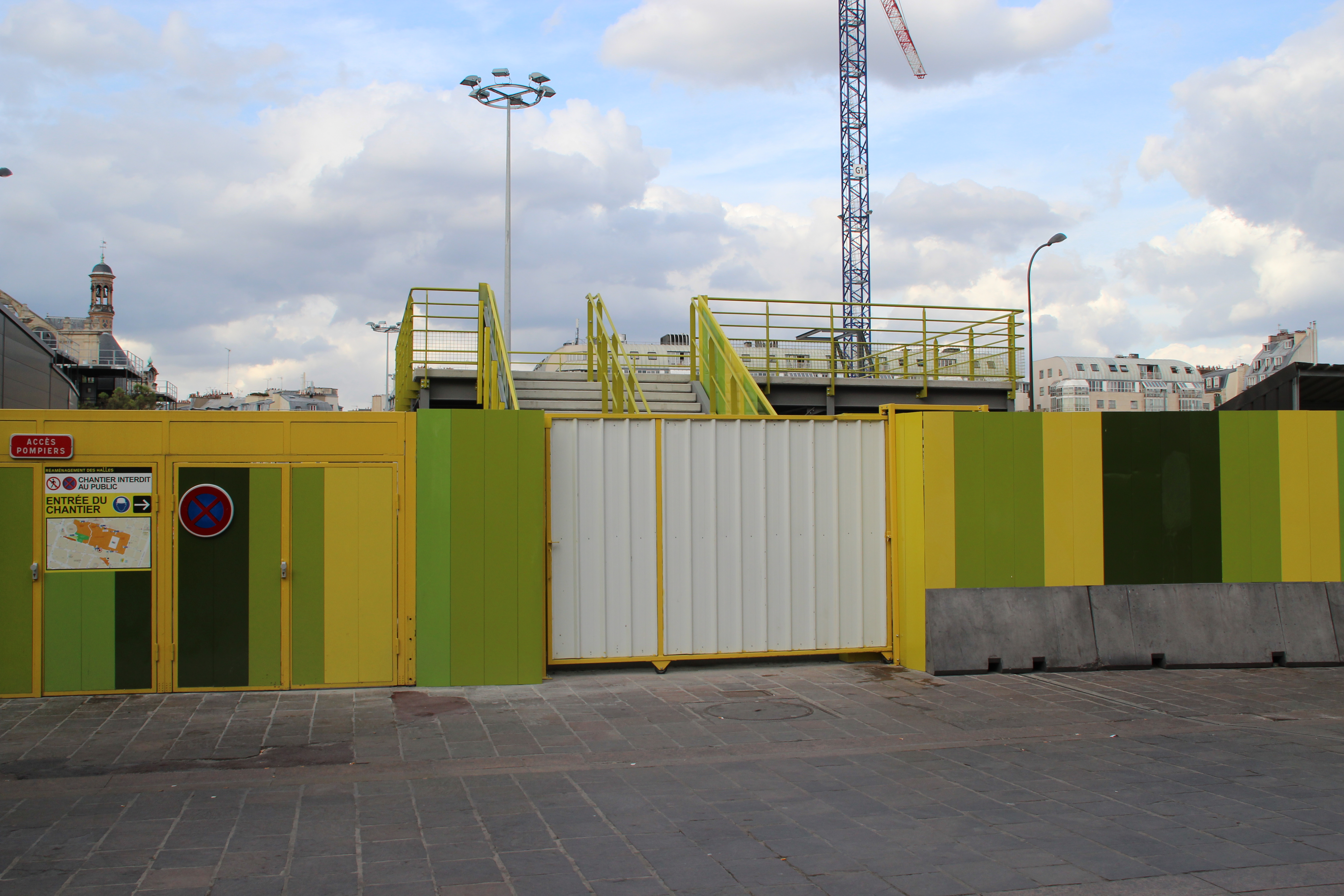
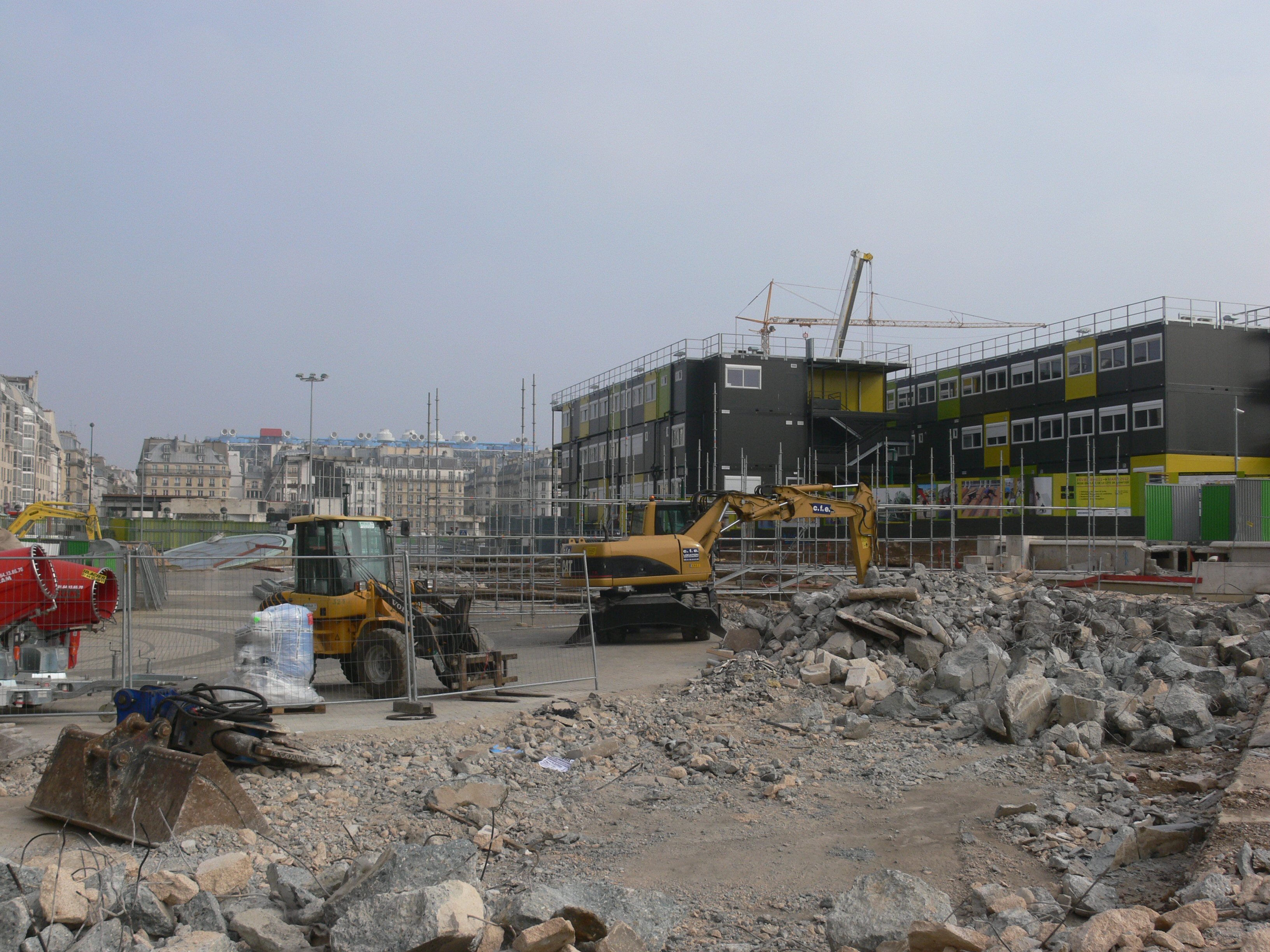

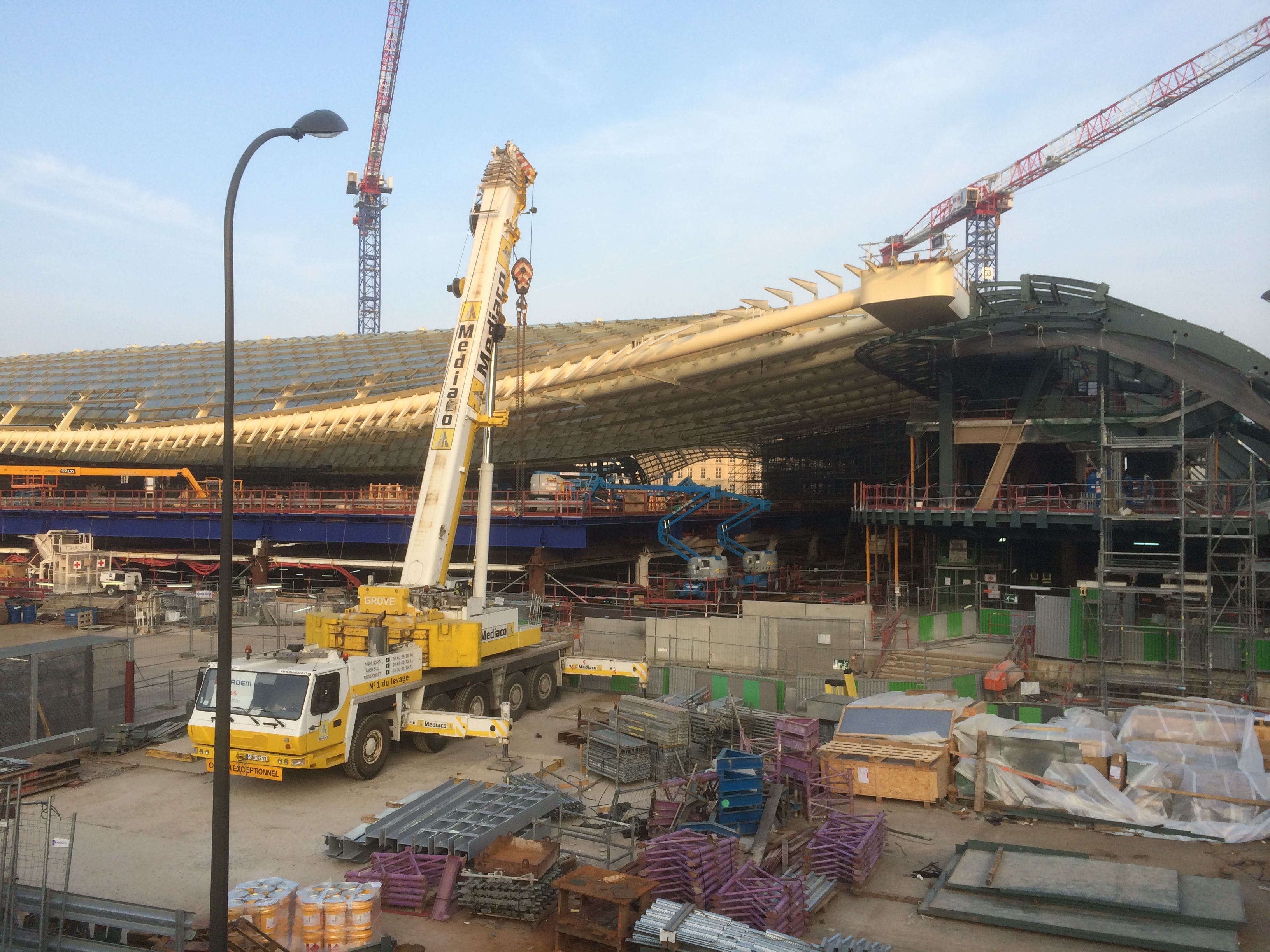
Marzo 2014
Marzo 2015
Aprile 2016